# Пинес, Юрий Анатольевич
Юрий Анатольевич Пинес (род. 1964, Киев) — синолог, профессор Иерусалимского университета, признанный специалист по истории и политической культуре Древнего Китая.

## Биография
Родился в семье медиков, эмигрировал в Израиль в 1979 году. Вступил в коммунистическую партию, во время обучения в Еврейском университете состоял в леворадикальной организации КАМПУС (קבוצת מעורבות פוליטית וחברתית סטודנטיאלית). Стажировался в Нанькайском университете (Тяньцзинь) под руководством проф. Лю Цзэхуа 劉澤華. Помимо русского, украинского, английского, путунхуа, вэньяня и иврита, владеет арабским, немецким и французским языками.
Известен аргументированной позицией против учения Фалуньгун, а также левыми взглядами. Следствием последних в 2009 году стал скандал с участием израильской газеты «Маарив»: скандал разгорелся вокруг неофициального высказывания Пинеса о поддержке возврата израильских поселенцев в пределы «зелёной черты».

## Избранные публикации
- The Everlasting Empire: Traditional Chinese Political Culture and Its Enduring Legacy. Princeton University Press, 2012.
- Envisioning Eternal Empire: Chinese Political Thought of the Warring States Era. Honolulu: University of Hawaii Press, 2009 (запланированы переводы на китайский и французский языки[6]).
- Foundations of Confucian Thought: Intellectual Life in the Chunqiu Period, 722—453 B.C.E. Honolulu: University of Hawaii Press, 2002.

Ряд исследований Ю. Пинеса выполнены в сотрудничестве с Гидеоном Шэлахом he:גדעון שלח, археологом, специализирующимся на доисторическом периоде развития Китая и Монголии.